# 伊万·皮利斯
伊万·皮利斯（西班牙語：Iván Piris；1989年3月10日—）是一位巴拉圭足球運動員。在場上的位置是後衛。他現在效力於意大利足球甲級聯賽球隊烏迪內斯足球俱樂部。他也代表巴拉圭國家足球隊參賽。